# Avvenire
Avvenire è un quotidiano italiano a diffusione nazionale fondato il 4 dicembre 1968 a Milano. È nato dalla fusione di due quotidiani cattolici: L'Italia di Milano e L'Avvenire d'Italia di Bologna (da cui ha mutuato il nome). Tra i quotidiani italiani, si piazza al quarto posto nelle classifiche di diffusione.
Il quotidiano si muove nel rispetto della dottrina della Chiesa cattolica ma in piena autonomia dalla gerarchia: infatti può prendere una sua posizione "per difendere e sostenere valori sulla base di motivazioni umane, morali, solide e profonde". Si autodefinisce «quotidiano di ispirazione cattolica» nel senso che è un giornale fatto da cattolici, ma che vuole essere interessante anche per coloro che non sono credenti.

## Storia

### La fondazione
L'idea di una testata d'ispirazione cattolica che si rivolgesse a tutti gli italiani venne alla metà degli anni sessanta a papa Paolo VI. Il pontefice, prevedendo l'evolversi dei tempi, giudicava ormai "indispensabile" uno "strumento di evangelizzazione, di dialogo con il mondo moderno e quindi di missione".
Paolo VI pensò ad uno strumento culturale comune per i cattolici italiani, un giornale nazionale che desse un'idea dell'Italia non come mera unità geografica, ma come comunità dotata di una coscienza unitaria. Negli anni sessanta esistevano in Italia diversi quotidiani cattolici regionali o locali. I principali erano L'Italia, che si pubblicava a Milano e L'Avvenire d'Italia, di Bologna. Paolo VI chiese ai vescovi di chiudere i loro giornali per unire le forze in un nuovo giornale nazionale.
Il progetto fu esaminato da una specifica commissione "Italia-Avvenire", che si riunì tra l'autunno e l'inverno del 1966. Nel 1967 si procedette alla fusione delle due società editrici, l'ITL di Milano e l'I.Ce.Fi. di Bologna, che diventarono le componenti, in quote uguali, di una nuova società editoriale, la Nuova Editoriale Italiana (NEI), con sede a Milano. Nel novembre di quell'anno la Conferenza Episcopale Italiana (CEI) si pronunciò a favore della fusione delle due storiche testate e si accinse a predisporre le linee d'indirizzo del nuovo giornale.
La CEI assumeva il compito di favorire la diffusione del giornale nelle diocesi, raccogliendo i fondi necessari per mantenerlo in vita. Inoltre si riservava il diritto/dovere di indicare la linea del giornale, «pur riconoscendo l'opportuna libertà di determinazione della Direzione nei singoli atti e considerando il giornale come uno strumento di comunicazione sociale aperta, e attento segno dei tempi». Avvenire, nelle intenzioni dei suoi fondatori, non avrebbe dovuto sembrare un quotidiano ufficiale della Chiesa poiché così sarebbe risultato un doppione de L'Osservatore Romano.
La scelta del primo direttore fu quindi molto ponderata. Dopo aver considerato i nomi di Vincenzo Cecchini (direttore del Giornale di Brescia, già collaboratore di Alcide De Gasperi); Giorgio Vecchiato (direttore della Gazzetta del Popolo); dell'esponente democristiano Guido Gonella e di Guglielmo Zucconi, alla fine la scelta cadde su Leonardo Valente, proveniente da Il Popolo. Il direttore sarebbe stato coadiuvato da un comitato editoriale e da un comitato ristretto di vescovi. Il primo numero di Avvenire uscì nelle edicole il 4 dicembre 1968.

### I primi anni di vita
Il primo anno di vita fu difficile: il giornale non era facile da trovare nelle edicole, la quota abbonamenti era bassa, e poi la sua zona di diffusione coincideva quasi completamente con quella dei due quotidiani precedenti. Il pericolo della cessazione delle pubblicazioni era concreto. Da Paolo VI, tenace sostenitore del quotidiano, giunsero pressanti moniti ai vescovi affinché lo tenessero in vita. Su suo diretto invito fu deciso di creare un "Ufficio di promozione" appositamente per il quotidiano cattolico. A capo dell'ufficio venne nominato un giornalista esperto, Carlo Chiavazza, su diretta indicazione del pontefice.
Nel 1969 Valente venne sostituito da Angelo Narducci, proveniente anch'egli dal "Popolo". Narducci guidò il giornale per dieci anni, consolidandone in maniera determinante il profilo e la diffusione. Alla metà degli anni settanta Avvenire aveva allargato la propria diffusione su tutta la penisola, raggiungendo, grazie agli sforzi dei vescovi del Sud, anche le regioni meridionali d'Italia. Nel 1972, infatti, era stato aperto un centro stampa a Pompei, per facilitare la distribuzione del quotidiano nel Mezzogiorno.
Negli anni settanta il quotidiano si dovette confrontare con una società sempre più laicizzata: il referendum abrogativo sul divorzio (1974) dimostrò per la prima volta che la componente cattolica era diventata minoritaria nel Paese. In questo diverso contesto, la nuova missione del quotidiano diventò la "difesa dell'identità dei credenti". Il quotidiano doveva rappresentare "la coscienza critica dei cattolici impegnati nella sfera politica". Tale indirizzo fu esposto dal direttore Narducci nel 1975. Il giornale inoltre si schierò politicamente contro ogni ipotesi di collaborazione tra DC e PCI.
Durante il periodo della cosiddetta "Solidarietà nazionale" (1976-79), Avvenire mantenne una posizione critica verso la Democrazia Cristiana, pronto a rilevarne ogni segno di cessione a ideologie distanti dalla sua matrice cristiana-popolare. Nel 1978 moriva Paolo VI, il pontefice che aveva voluto fortemente Avvenire e ne aveva seguito da vicino i primi passi. Con la sua morte si concluse la prima fase della vita del quotidiano. Nel 1980 Angelo Narducci lasciava la direzione del giornale; cambiavano anche i vertici della società editrice, la Nuova Editoriale Italiana (NEI). Nel 1982 il quotidiano aveva una tiratura media di 106 125 copie.

### Dagli anni novanta ad oggi
A partire dalla metà degli anni novanta, con la direzione di Dino Boffo, Avvenire ha ampliato l'attenzione alla società civile ed ha rafforzato la sezione dedicata al dibattito culturale. Sono state lanciate nuove iniziative: dal febbraio 1996 esce Popotus, inserto bisettimanale pensato esclusivamente per ragazzi, strutturato come giornale d'informazione, ma con temi e forma dedicati ai piccoli. Successivamente nascono tre inserti mensili: Luoghi dell'Infinito (itinerari alla scoperta dei luoghi più belli del sacro, dal 17 ottobre 1997), Noi Genitori & Figli e Non Profit. Nel 1998 viene avviata una rubrica intitolata “Mio padre Alcide” a cura di Maria Romana De Gasperi, figlia dello statista. La rubrica apparirà ininterrottamente fino alla morte della curatrice, avvenuta il 20 marzo 2022. Nello stesso anno 1998 Avvenire inaugura il proprio sito internet.
Il 7 maggio 2002 è stata attuata una riforma grafica che ha reso l'impaginazione più ariosa, con un impatto positivo sulla leggibilità. Inoltre nel tamburino è stata inserita, su suggerimento del direttore Boffo, la frase «Per amare quelli che non credono», che è presto diventato il motto del quotidiano. Il rinnovamento grafico ha favorito un progressivo aumento delle copie vendute, piccolo ma significativo perché in controtendenza rispetto alla generale contrazione del mercato in Italia. Il 3 settembre 2009 il direttore Dino Boffo si dimette a causa di una polemica innescata dal quotidiano il Giornale di Vittorio Feltri consistente nella diffusione di notizie infamanti su Boffo, poi rivelatesi infondate e ritrattate dallo stesso Feltri. A Boffo è succeduto il vicedirettore Marco Tarquinio. Con la direzione di Tarquinio il motto del giornale diventa «La consapevolezza cambia il mondo» e si accentuano inchieste e campagne informative sulle guerre nascoste, i diritti umani e i guasti di una "economia predatoria".
Nel corso del 2011 Avvenire ha preso posizione in difesa delle istituzioni ecclesiastiche sul tema dell'esenzione dall'Imposta comunale sugli immobili (ICI) a favore degli enti destinati al culto e senza fini di lucro, accusati da settori radicali di eludere il fisco. Attraverso servizi e inchieste, il quotidiano ha messo in evidenza che "l'esenzione non è un'elusione e non è un privilegio della Chiesa, ma riguarda tutti gli enti non profit".
Dal 27 febbraio 2015 il quotidiano espone, nel tamburino di gerenza, il bollino PEFC che certifica la sostenibilità della carta utilizzata per stampare il giornale.
Il 25 ottobre 2016 Avvenire vara una nuova e radicale riforma del suo sito internet e un processo di piena integrazione, all'insegna della complementarità, tra il giornale cartaceo e il notiziario online. Tra il 2009 e il 2017, in anni di seria crisi per la diffusione della stampa tradizionale, il quotidiano scala la classifica delle testate generaliste più vendute, collocandosi stabilmente tra il quinto e il sesto posto.
Il 4 dicembre 2018, in occasione del cinquantesimo anniversario della fondazione, il giornale si presenta ai lettori con una veste grafica rinnovata, con una parte centrale a colori dedicata al commento e alla disamina dei temi che animano il dibattito sociale, politico ed etico. L'impostazione editoriale si ispira al mandato ecumenico affidato da Paolo VI alla stampa cristiana, al rispetto dei valori di "ricerca, proposta e partecipazione", e ad un neointrodotto principio di fraternità.
Nel 2024 viene lanciato Taccuino celeste, un podcast settimanale in onda ogni mercoledì sul sito della testata.

## Assetto proprietario
Il 75% del pacchetto azionario di Avvenire è di proprietà della «Fondazione di Religione "Santi Francesco d'Assisi e Caterina da Siena"», organismo della Conferenza Episcopale Italiana (CEI).

## Direttori
- Leonardo Valente[19] (4 dicembre 1968 - 18 ottobre 1969)
- Angelo Narducci (19 ottobre 1969 - 30 aprile 1980)
- Angelo Paoluzi (1º maggio 1980 - 6 gennaio 1981)
- Pier Giorgio Liverani (7 gennaio 1981 - 19 febbraio 1983)
- Gian Guido Folloni (20 febbraio 1983 - 30 settembre 1990)
- Lino Rizzi (1º ottobre 1990 - 31 dicembre 1993)
- Dino Boffo (1º gennaio 1994 - 3 settembre 2009)
  - Marco Tarquinio, vicedirettore responsabile (4 settembre - 23 novembre 2009)
- Marco Tarquinio (24 novembre 2009 - 5 maggio 2023)
- Marco Girardo (6 maggio 2023 - in carica)

## Inserti e supplementi
Oltre al quotidiano, Avvenire offre ai propri lettori
- un inserto al giorno:
  - martedì: Portaparola (Chiesa e comunicazione),
  - mercoledì: Gmg (giovani),
  - giovedì: èVita (bioetica),
  - venerdì: AgoràSette (cultura);
  - sabato: CSI Stadium (sport di base).
- un inserto settimanale di cultura e recensioni bibliografiche: Gutenberg.
- un bisettimanale per bambini, Popotus (in uscita martedì e giovedì in allegato con il quotidiano);
- un settimanale, allegato all'edizione domenicale, per l'arcidiocesi di Milano, la diocesi di Roma, l'arcidiocesi di Bologna, l'arcidiocesi di Reggio Calabria-Bova, l'arcidiocesi di Modena-Nonantola, la diocesi di Mantova e le diocesi della Sardegna, rispettivamente:
  - MilanoSette;
  - RomaSette;
  - BolognaSette;
  - L'Avvenire di Calabria[20];
  - Nostro Tempo;
  - La Cittadella[21];
  - Kalaritana Avvenire[22].

Nel Lazio esce inoltre LazioSette, inserto domenicale a cura degli Uffici per le Comunicazioni Sociali. La presenza sul territorio della testata è in crescita: nel 2018 Avvenire ospitava le pagine di 29 diocesi ed era presente in oltre 1 500 punti "Buona Stampa" presso le parrocchie di 91 diocesi; attraverso l'iniziativa “Popotus in classe” raggiungeva, infine, circa 1 600 scuole per un totale di circa 75 000 studenti.
In vendita con il quotidiano vi sono due riviste mensili:
- Luoghi dell'Infinito;
- Noi famiglia & vita;

In occasione della loro uscita il prezzo viene maggiorato.
L'ultimo martedì di ogni mese viene distribuito gratuitamente in allegato l'inserto Non Profit, sulle associazioni del Terzo settore.
Ogni mercoledì viene pubblicato a livello nazionale un podcast gratuito per la rubrica settimanale Taccuino celeste, a cura di Riccardo Maccioni. L'archivio storico (compreso l'appuntamento più recente) è liberamente disponibile sul sito di Avvenire e sulle piattaforme di streaming come Spotify, Amazon music, Spreaker, Apple podcast e YouTube.

## Finanziamenti pubblici
Dato che per la legge italiana la Conferenza Episcopale Italiana è giuridicamente una fondazione, Avvenire può beneficiare dei finanziamenti pubblici all'editoria, secondo quanto previsto dalla Legge 250/1990.
| Anno | Finanziamento  |
| ---- | -------------- |
| 2003 | 5 990 900,04 € |
| 2004 | 5 990 900,04 € |
| 2005 | 6 300 774,17 € |
| 2006 | 6 300 774,18 € |
| 2007 | 6 174 758,70 € |
| 2008 | 6 174 758,70 € |
| 2009 | 5 871 082,04 € |
| 2010 | 5 092 265,00 € |
| 2011 | 3 796 672,83 € |
| 2012 | 4 355 324,42 € |
| 2013 | 3 400 075,41 € |
| 2014 | 3 803 622,44 € |
| 2015 | 4 190 335,03 € |
| 2016 | 5 990 900,04 € |
| 2017 | 2 519 173,47 € |

## Diffusione
La diffusione di un quotidiano si ottiene, secondo i criteri di Accertamenti Diffusione Stampa (ADS), dalla somma di: Totale Pagata + Totale Gratuita + Diffusione estero + Vendite in blocco.

Dal 2021 ADS ha abbandonato la distinzione tra copia cartacea e copia digitale, che è stata sostituita dalla distinzione tra «vendite individuali» (copie pagate dall’acquirente) e «vendite multiple» (copie pagate da terzi).
| Anno | Diffusione |
| ---- | ---------- |
| 2023 | 100 387    |
| 2022 | 100 802    |
| 2021 | 106 851    |

| Anno | Totale diffusione (cartacea + digitale) | Diffusione cartacea | Tiratura |
| ---- | --------------------------------------- | ------------------- | -------- |
| 2020 | 107 028                                 | 88 568              | 119 934  |
| 2019 | 112 572                                 | 99 534              | 131 971  |
| 2018 | 111 922                                 | 100 635             | 133 135  |
| 2017 | 110 855                                 | 102 008             | 134 916  |
| 2016 | 110 322                                 | 107 590             | 140 138  |
| 2015 | 117 126                                 | 109 508             | 144 935  |
| 2014 | 114 311                                 | 109 047             | 147 896  |
| 2013 | 109 301                                 | 108 045             | 147 243  |

Dati Ads (Accertamenti Diffusione Stampa)
| Anno | Copie vendute | Diffusione | Tiratura |
| ---- | ------------- | ---------- | -------- |
| 2012 | 106 343       | 107 806    | 146 627  |
| 2011 | 105 740       | 107 341    | 145 754  |
| 2010 | 105 256       | 106 928    | 145 143  |
| 2009 | 104 610       | 106 306    | 146 661  |
| 2008 | 104 163       | 105 812    | 151 233  |
| 2007 | 102 190       | 104 491    | 150 501  |
| 2006 | 99 899        | 103 486    | 152 112  |
| 2005 | 96 410        | 102 255    | 151 991  |
| 2004 | 94 200        | 97 934     | 147 021  |
| 2003 | 92 711        | 96 491     | 145 986  |
| 2002 | 92 939        | 96 088     | 152 436  |
| 2001 | 90 167        | 92 202     | 137 271  |
| 2000 | 95 826        | 97 944     | 139 459  |
| 1999 | 93 008        | 95 492     | 137 807  |
| 1998 | 92 102        | 94 373     | 138 451  |
| 1997 | 88 089        | 90 834     | 135 459  |
| 1996 | 79 944        | 82 750     | 123 924  |

Dati Ads (Accertamenti Diffusione Stampa)